# オリガ・グレボヴナ
オリガ・グレボヴナ（ロシア語: Ольга Глебовна、生没年不明）は、12世紀後半のクルスク公妃（フセヴォロド・スヴャトスラヴィチの妻）である。ペレヤスラヴリ公グレプの娘。
オリガは1154年以降に、クルスク公兼トルブチェフスク公のフセヴォロドと結婚した。『イーゴリ軍記』中では父称で呼ばれ、夫のフセヴォロドが、ポロヴェツ族との戦闘において、富や地位、故郷、そして愛しのグレボヴナをも忘れて奮迅している様を『イーゴリ軍記』の語り手が賞賛する場面がある。
フセヴォロドとの結婚において、後のトルブチェフスク公スヴャトスラフを産んだ。